# 北京動卡動優文化傳媒
北京動卡動優文化傳媒有限公司 (北京MYC) は中国北京を本拠地とする同人即売会イベント、声優ファンイベント、声優キャスティング、広告代理業務を行う企業。

## 沿革
2009年6月23日に設立。
2009年10月18日に北京中関村にあるe世界数碼広場ビルで第一回M.Y.Comic遊園会を開催。
2010年3月28日にAPH（ヘタリア）とボーカロイドをテーマにした「M.Y.Comic遊園会APH＆Vocaloid専場」を、2010年6月16日にボーイズラブをテーマにした「M.Y.Comic遊園会基萌専場」(基とはゲイを指す中国ネット用語)を、2010年12月19日にクリスマスをテーマにした「M.Y.Comic遊園会聖誕祭」を開催。しかし入場制限の為、入場するのに4時間もかかったという問題を起こした。
2011年2月27日の「第二回M.Y.Comic遊園会」は、北京商務中心区(朝陽区CBDエリア)の中国国際貿易センター付属展示会場にて開催、来場者数は8,500人。
2012年2月26日(第3回)を中国国際貿易センター会展中心で開催し、2013年2月24日(第4回)を開催した後、会展中心が北京西駅北側にある光耀東方広場に移転したので、MYCの会場も光耀東方広場に移転した。
2016年2月28日(第13次)より、イベント名をM.Y.Comic遊園会からM.Y.Comic動漫遊戯節(M.Y.Comic ACG Festival)に改名した。
2013年
- 第05次：7月27～28日
- 第06次：12月22日

2014年
- 第07次：2月23日
- 第07.5次：5月18日
- 第08次：7月12-13日
- 第09次：12月7日

2015年
- 第10次：3月14-15日
- 第11次：7月25-26日
- 第12次：11月28日

2016年
- 第13次：2月28日
- 第14次：7月16-17日
- 第15次：11月6日

2017年
- 第16次：3月26日
- 全職高手Only：5月29日
- 第17次：7月15-16日
- 2015年10月24日に日本国際交流基金会北京日本文化センター[8]が主催した「秋の文化祭”MYC漫音LIVE”」を請負実施した[9][10]。

2018年
- 第18回：3月24日
- 第19回：7月21-22日
- 第19.5回：12月22日

2019年
- 第20回：6月8日
- 第21回：7月27-28日

2020年
- 第22回：11月28日

## 概要

### イベント業務
現在2009年から続いている同人即売会イベントM.Y.Comic遊園会シリーズと2011年から中国ゲーム企業と中国国際網絡文化博覧会の付設イベントとして始まったComic&Game Unionシリーズイベントの2種類のイベントブランドを持つ。また、2014年からは声優関連イベントも実施するようになり、現在までに柿原徹也(MYC8に招致)や他イベントの声優ファンイベント受託業務として深圳で開催されたコミックマーケット系イベントUF無限幻想の堀江由衣、柿原徹也及び劉セイラのステージイベント企画運営も行っている。
M.Y.Comic遊園会は「Comic Dive」、「囧囧有神同人祭」、人民大学の「臨界同人展」と並んで、北京をリードする四大アニメ展示会イベントと評されている
2013年7月27～28日に開催された第5次M.Y.Comic遊園会では、初めてステージを構え、日本アキバインディーズ歌手等が参加した。（今までは北京のダンスサークルやAKB48コピーサークルなどが会場の空いた場所などで踊っていた。）
2013年12月22日に開催された第6次M.Y.Comic遊園会には日本から萌え寺了法寺が参加した。
2014年7月12～13日に開催された第8次M.Y.Comic遊園会では中国第2位のゲーム会社暢遊有限公司が台湾X-LEGEND ENTERTAINMENT社から中国地区運営代理権を獲得した幻想神域が該当イベントの冠スポンサーとなった。中国の正規ゲーム会社の単独作品が同人即売会イベントの冠スポンサーになるのは初めて。
2014年12月7日に開催された第9次M.Y.Comic遊園会では、北京の日本国際交流基金日本文化センターと共催で声優の伊藤健太郎とのファン交流イベントを行った。
2015年3月14-15日に開催された第10次M.Y.Comic遊園会では、MYCマスコットキャラクターのイラストを美樹本晴彦に依頼し、イベントポスターとチケットに使用。イベントでは元SKE48の小野晴香、2014年に幻想神域の主題歌を歌唱した永江理奈を招いてファンミーティングと、サイン会を行った。
2015年7月25-26日に開催された第11次M.Y.Comic遊園会では、カワイイコアパフォーマーレディビアードのサイン会とファンミーティング、及び声優平川大輔のファンミーティングを行った。
2015年11月28日に開催された第12次M.Y.Comic遊園会では、ロリータファッションモデル青木美沙子のサイン会とファンミーティング、及び声優野島健児のファンミーティングを行った。
2017年7月16日に開催された第17次M.Y.Comic動漫遊戯節で声優柿原徹也＆八代拓のファンミーティングを行った。
2018年12月22日に開催された第17次M.Y.Comic動漫遊戯節で声優保志総一朗のファンミーティングを行った。
2019年7月21日に開催された第21次M.Y.Comic動漫遊戯節で声優立花慎之介＆福山潤のファンミーティングを行った。

### 声優業務
2014年
台湾X-LEGEND ENTERTAINMENT制作暢遊有限公司中国運営の幻想神域の日本人声優キャスティング業務を委託され、山口勝平、関智一、加藤英美里、竹達彩奈、折笠富美子、竹内順子、雪野五月、井上麻里奈のキャスティングを行った。本案は中国国内でサービスされるPCオンラインゲーム(MMORPG)に対して日本人が初めてアフレコしたものとなった。尚、各声優は担当したメインキャラで中国語のセリフに挑戦している。
2014年9月、台湾X-LEGEND ENTERTAINMENT社のハンターヒーローの日本人声優キャスティング業務を委託され、森川智之、柿原徹也、松岡禎丞、戸松遥、伊藤かな恵、沢城みゆき、内田真礼、茅原実里のアフレコ製作を行った。
2014年12月、中国テンセントがネット配信権を獲得した『血液型くん!』の中国語音声版のキャスティング・収録業務を受託。2015年1月末から1話より順次放送された。
2015年2月、中国テンセントがネット配信権を獲得した『アニメで分かる心療内科』の中国語音声版你有病吗？のアフレコ製作を行った。中国時間毎週金曜日夜4時に日本と同時配信した。
2015年3月1日より、中国人声優オーディションイベント「声優之路」を開催。6月1日までを第一季とし、4月26日にテンセントが配信権を獲得したディアボリックラヴァーズの中国語声優オーディションを行った。その結果、9名の中国人声優を選抜し、アフレコしたものが7月1日よりテンセントビデオでインターネット配信した。
2015年7月13日より、テンセントビデオが配信権を獲得した『枕男子』の中国語アフレコ版を製作。テンセントビデオで日中同時放送を行った。
2015年7月、中国ゲーム山海戦記（北京微笑科技有限公司）のキャラクター第一回アフレコ製作を行った。参加声優：種田梨沙、上坂すみれ、佐倉綾音、堀江由衣。
2015年9月、アニメ版『DIABOLIK LOVERS』（第1期）の中国語アフレコ版を製作。配信権を獲得したテンセントビデオが再配信した。
2015年11月、アニメ版DIABOLIK LOVERS MORE,BLOOD（第2期）の中国語アフレコ版を製作。配信権を獲得したテンセントビデオが日中同時放送を行った。
2016年4月、中国ゲーム山海戦記（北京微笑科技有限公司）のキャラクター第二回アフレコ製作を行った。参加声優：早見沙織、内田真礼。
以下追加収録等の重複タイトルは記載しない。

#### 2017年
- 山海戦記
- 如果的世界
- 五芒星戦記
- 諾門尼亜(ノヴェニア)
- 我的後宮時代
- 夢間集
- サファイヤスフィア
- ラングリッサーモバイル

#### 2018年
- Monkey King: Hero Is Back
- 螺旋英雄譚
- 神位紛争

#### 2019年
- パーフェクトワールド モバイル
- 姫麻雀
- 犬夜叉-奈落之戦
- ライフアフター
- Don't Even Think

#### 2020年
- 万霊啓源
- メガミヒストリア（啓源女神）
- リ エボルブ（我的起源）
- パーフェクトワールド（完美世界）
- 異次元主公
- フィギュアストーリー
- 今三国志
- レッド・プライドオフエデン

### 音楽業務
北京MYCは2014年2月より中国でサービスしているMMORPG幻想神域や中国テンセントアニメ部門が制作している中国オリジナルアニメへの楽曲提供を行っている。2014年6月26日には中国大陸版幻想神域の公式サイトにて河原嶺旭が作曲、永江理奈が歌唱、粟野敬三がレコーディングエンジニアを担当した幻想神域の主題歌innocent Worldが発表された。
2014年10月8日には台湾、日本でも該当曲が使用されることが発表された。それに伴い日本幻想神域公式ホームページにて新テーマソングPVコンテストが開催されている
2014年10月24日、中国テンセントは自社オリジナルアニメ「妖怪名単」にて、日本アニメ番組を模した初のオープニング主題歌をMYC Musicによって作曲を河原嶺旭、歌唱を中国人コスプレイヤーの血純茗雅が担当し、制作されることを発表。11月28日に30秒PVが公開された。

#### 2015年
- アニメ「中国惊奇先生」主題歌「覚醒之夜」
  - 作曲：IRUMA RIOKA、作詞/歌唱：血純茗雅

#### 2016年
- ゲーム「拳皇97OL」PV楽曲「以愛止戦」
  - 作曲/編曲：河原嶺旭、作詞/歌唱：血純茗雅
- アニメ「絶対領域」主題歌「絶対領域」
  - 作詞/作曲：河原嶺旭、作詞/歌唱：血純茗雅
- ゲーム「もしもの世界」主題歌「もしもの世界」
  - 作詞/作曲：山内光、編曲：関根安里、歌唱：松下(日本語)、歌唱：血純茗雅(中国語)
- アニメ「君臨臣下」主題歌「君臨臣下」
  - 作詞/作曲：血純茗雅、編曲：SHIKI、歌唱：血純茗雅
- ゲーム「五芒星戦記」主題歌「五芒星戦記」
  - 作詞/作曲/編曲：ANDW、歌唱：柿原徹也

#### 2017年
- ゲーム「夢間集」メインテーマ「夢間集」＆バトルBGM
  - 作曲：梁邦彦
- アニメ「超游世界」主題歌「海鷗」
  - 作詞/作曲：水島康貴、歌唱：三味線
- ゲーム「熱血三国」、主題歌「熱血三国」
  - 作曲/編曲：立山秋航、作詞：毛慧、歌唱：alan

#### 2018年
- ゲーム「奥拉索斯戦紀」、主題歌「Beyond the Destiny」
  - 作詞/作曲：水島康貴、歌唱：鈴木このみ
- ゲーム「幻想神域」、主題歌「君の夢は私の夢」
  - 作曲：久下真音、作詞：吉田詩織、歌唱：堀江由衣

#### 2020年
- ゲーム「阿卡夏之眼」ゲーム内BGM
  - 作曲：淺田靖
- ゲーム「阿卡夏之眼」主題歌「阿卡夏之眼」
  - 作曲：加藤浩義

#### 2021年
- ゲーム「カオスブレイカー」主題歌「嵐が過ぎ去った世界」
  - 作曲：水島康貴、作詞：AiRyA、歌唱：AiRyA

### 映像制作業務
2015年7月17日からテンセントビデオで配信されている『頑張って!ご主人様』の制作を行った。現在隔週でテンセントビデオで配信されている。全8話予定、インターネット配信のみ。

## エピソード

### 3万人来場
上海と違い会場の広さが確保できず、周囲に衛星都市がない北京では15,000人/日が同人即売会イベントの限界と考えられている中で、30,000人/日は驚異的な記録である。なお北京の同人即売会イベントで3万人/日の記録は2014年9月1日現在、いまだに破られていない。

### 聖誕祭でチケットを払戻
2010年12月19日に開催されたM.Y.Comic遊園会聖誕祭では、会場(2,000m2)のキャパを大幅に超えた6,000人が来場した為、会場の外に長蛇の列ができ、入場まで4時間掛った。列に並んだ来場者は入場規制の為11時から3時まで並ばせられたといわれる。主催側は後日チケット払い戻し窓口にて払戻しを行うことを発表した。